# LGA 1150
LGA 1150, chiamato anche Socket H3, è un socket di Intel progettato dal 2013 e che supporta processori basati sulle microarchitetture Haswell.
Il socket 1150 dispone di 1150 contatti elettrici, ed è il successore del socket LGA 1155. I processori socket LGA1150 non sono compatibili né elettricamente né meccanicamente con il socket LGA1155, mentre i sistemi di dissipazione termica sono retrocompatibili.
Quasi tutte le schede madri con socket 1150 supportano svariati output video (VGA, DVI o HDMI, a seconda del modello) e la tecnologia Intel Clear Video.